# Love?
För Irlands bidrag i Eurovision Song Contest 2005, se Love? (sång)
Love? (Stiliserat som JLOVE?) är den amerikanska artisten Jennifer Lopez sjunde studioalbum. Den gavs ut den 29 april 2011 via Island Records. Albumet producerades under tiden hon väntade tvillingarna Emme och Max och är Lopez mest personliga album i karriären som hämtade inspiration från graviditeten och hennes egna erfarenheter med kärlek. Inspelningen av Love? påbörjades 2009 med ett tillfälligt utgivningsdatum satt någon gång under januari 2010 av Epic Records. Albumet var då tänkt att lanseras vid utgivningen av Lopez film The Back-up Plan. På grund av små framgångar med projektets dåvarande huvudsingel "Louboutins" beslutade Lopez och Sony Music Entertainment att avsluta deras samarbete vilket lämnade utgivningen av Love? i ovisshet.
2010 skrev Lopez på för Island Records varpå projektet kunde återupptas. Albumet innehåller en blandning av tidigare inspelade låtar som läcktes på internet under 2009 och 2010 och nyare material som beställdes av Island Records och skapades av producenter som Tricky Stewart, The-Dream och RedOne. Vid utgivningen ansåg Lopez att Love? innehöll hennes bästa sångprestationer dittills i sin musikkarriär.
Vid utgivningen mottog Love? blandad till positiv kritik från musikjournalister. Några var kritiska mot albumet medan andra inte höll med utan prisade det som ett bra dansalbum. Love? gick in på femteplatsen på Billboard 200 och blev hennes sjätte album att nå topp-tio på amerikanska albumlistan och högsta position sedan Rebirth 2005. Love? nådde topp-tio på 24 internationella albumlistor och topp-fem i flera länder. Albumet såldes i 342 000 exemplar i USA och blev årets 37 bäst säljande album internationellt med 1 063 000 sålda exemplar. Love? ansågs ha återupprättat Lopez "rättmätiga position" som en av världens ledande danspopartister.
Albumets första singel hos Island Records var "On the Floor" som gästades av Pitbull. Låten nådde tredjeplatsen på Billboard Hot 100 och toppade över 18 internationella singellistor. Andra och tredje singlarna var "I'm Into You" som gästades av rapparen Lil Wayne och "Papi" vilka båda toppade Billboard Hot Dance Club Songs och blev måttliga framgångar. Love? blev Lopez tredje album i rad där alla singlarna nådde förstaplatsen på den topplistan och blev en milstolpe i Lopez karriär med sammanlagt 11 listettor på den listan.

## Bakgrund
År 2003 valde Lopez och hennes manager Benny Medina att avsluta sitt samarbete. Medina hade dessförinnan hjälp henne att bygga en framgångsrik karriär inom både film och musik med över 23 biofilmer i bagaget, 40 miljoner sålda album internationellt samt hitlåtar som "If You Had My Love" (1999), "Ain't It Funny" (2001) och "Jenny from the Block" (2002). Kort efter upplevde Lopez en kraftig nedgång i popularitet med en rad filmer som beskrevs som "historiska box-office-katastrofer" och nedläggningen av hennes två klädlinjer, vilket endast lämnade kvar hennes parfymlinje, Glow by Jennifer Lopez. Hennes sjätte studioalbum, Brave (2007), beskrevs som en "flopp" och blev hennes sämsta försäljningssiffror någonsin och första studioalbum att missa topp-tio på amerikanska albumlistan Billboard 200. Forbes härledde den förlorade populariteten till Medinas frånvaro och hennes relation med skådespelaren Ben Affleck som genererat kraftig överexponering i media för paret, vilket hade en negativ effekt på bådas karriärer.
Tidigt år 2008, i kölvattnet av Brave och under graviditeten med tvillingarna Max och Emme, påbörjade Lopez arbetet på ett nytt studioalbum som skulle ges ut via Epic Records. Hon återförenades även med Medina som fick en nyckelroll i skapandet av det nya albumet. I februari 2009 läckte två av de inspelade låtarna med titlarna "Hooked on You" och "What Is Love?" på internet. Lopez svarade på läckan av "Hooked on You" via sin officiella hemsida och skrev: "Jag är alltid exalterad över min nya musik och den här låten ['Hooked on You'] är en av de nya låtarna jag jobbat på. Jag är smickrad över allas intresse i låten och det ska bli kul när jag får dela med mig av den färdiga versionen..." I oktober släppte Epic promosingeln "Fresh Out the Oven" som marknadsfördes till nattklubbar. Låten toppade amerikanska danslistan Hot Dance Club Play. I december 2009 släpptes huvudsingeln "Louboutins" från Lopez' kommande studioalbum. Hon gjorde ett premiäruppträdande med låten vid 2009 års American Music Awards. Uppträdandet uppmärksammades då Lopez ramlade på scenen men fick beröm för sin snabba återhämtning. Hon framförde samma nummer igen på The Ellen DeGeneres Show några dagar senare där hon skämtade och gjorde narr av det tidigare uppträdandet. Trots att "Louboutins" marknadsfördes med en rad TV-uppträdanden, betraktades singeln som ett "kommersiellt misslyckande" och led av brist på radiospelningar i USA.
Den 22 februari 2010 meddelades att Lopez och Epic valt att avsluta sitt samarbete, vilket lämnade hennes nya studioalbum i limbo. AOL:s nöjessida PopEater rapporterade att Epic hade lagt Lopez' album på hyllan och inte haft för avsikt att ge ut det alls, något som aldrig bekräftades av vare sig Lopez eller Epic. I ett pressmeddelande skrev Medina: "Jennifer har haft en fantastisk relation med Sony Music Group och dom har haft stora framgångar tillsammans men det var rätt tidpunkt att göra förändringar till det bättre för hennes karriär som skådespelare och sångare. Hon känner tacksamhet och uppskattning till alla anställda på Sony för allt de åstadkommit tillsammans." Samma dag berättade en talesperson för Lopez till Entertainment Weekly att Lopez inlett förhandlingar med flera skivbolag. En tid senare meddelade Lopez själv att hon "hittat ett nytt hem" för sitt kommande album och att det skulle släppas sommaren 2010. Billboard rapporterade en tid senare att Lopez skrivit på för Def Jam Records och att albumets utgivning flyttats fram till sommaren 2011.

## Inspelning och koncept
I juni 2009, under en paus från inspelningen av Lopez' romantiska komedi The Back-Up Plan, berättade hon för MTV:s Larry Carol att hon jobbat på Love? under sin graviditet men att det inte var sedan efter födseln som hon på riktigt kunnat fokusera på projektet. Arbetet på albumet pausades tillfälligt när Lopez lämnade Epic. Arbetet återupptogs när hon inledde ett samarbete i musikstudion med Kuk Harrell och började jobba på helt nytt material. The New York Daily News rapporterade att hon skulle ta med sig en del av de inspelade låtarna under Epic för att fortsätta arbetet på dem under Def Jam. Lopez sa: "Låtar som jag redan framfört live kommer att vara med på albumet samt de tidigare utgivna danslåtarna." I februari 2011 berättade Lopez för BBC att arbetet på albumet nästan var klart. Hon hade omkring tjugo låtar inspelade under 2009–2011 att välja bland för albumets låtlista. Hon beskrev svårigheter i att välja bland låtarna och kommenterade: "Jag är väldigt stolt över det här albumet; det är svårt att färdigställa för jag har spelat in omkring tjugo låtar och såklart kan jag inte ha tjugo låtar på albumet. Att begränsa mig och plocka bort åtta eller tio spår krossar mitt hjärta."

## Teman och textanalys
När Larry Carol från MYV frågade om albumets stilriktning avböjde Lopez att kommentera och sa istället: "Du kan inte hjälpa att det blir att handla om inte bara mina barn utan också allt annat som händer i livet samtidigt. Det blir att handla om saker som jag för tillfället går igenom. Ju mer jag skriver desto mer tydligt blir det för mig."

## Utgivning
Albumet skulle egentligen ha givits ut i januari 2010 via Epic Records, men flyttades fram till april 2010. Efter Lopez avsked med Epic i februari 2010 flyttades albumets release-datum fram till sommaren 2010. Det blev senare uppskjutet till 2011.

## Låtlista
| 1.           | "On the Floor" (featuring Pitbull)   | RedOne, Kinda Hamid, AJ Junior, Teddy Sky, Bilal "The Chef", Armando Perez, Gonzalo Hermosa, Ulises Hermosa | RedOne, Kuk Harrell                                      | 4:44  |
| 2.           | "Good Hit"                           | Terius "The-Dream" Nash, C. "Tricky" Stewart                                                                | Stewart, Nash, Harrell                                   | 4:04  |
| 3.           | "I'm Into You" (featuring Lil Wayne) | Taio Cruz, Mikkel S. Eriksen, Tor Erik Hermansen, Dwayne Carter                                             | StarGate, Harrell                                        | 3:20  |
| 4.           | "(What Is) Love?"                    | Diana Gordon, Dernst Emile II                                                                               | D'Mile, Harrell                                          | 4:26  |
| 5.           | "Run the World"                      | Nash, Stewart                                                                                               | Stewart, Nash, Harrell                                   | 3:55  |
| 6.           | "Papi"                               | RedOne, AJ Junior, BeatGeek, Teddy Sky, Bilal "The Chef", Jimmy Joker                                       | RedOne, BeatGeek, Jimmy Joker, Harrell                   | 3:43  |
| 7.           | "Until It Beats No More"             | Troy Johnson, Evan Bogart, Jörgen Elofsson                                                                  | Radio, Harrell                                           | 3:52  |
| 8.           | "One Love"                           | Jennifer Lopez, Anesha Birchett, Antea Shelton, Dernst II                                                   | D'Mile, Harrell                                          | 3:54  |
| 9.           | "Invading My Mind"                   | RedOne, AJ Junior, BeatGeek, Teddy Sky, Bilal "The Chef", Jimmy Joker                                       | RedOne, Lopez, Lady Gaga, BeatGeek, Jimmy Joker, Harrell | 3:20  |
| 10.          | "Villain"                            | Nash, Stewart                                                                                               | Stewart, Nash, Harrell                                   | 4:03  |
| 11.          | "Starting Over"                      | Gordon, Nate "Danja" Hills, Marcella Araica                                                                 | Hills, Harrell                                           | 4:02  |
| 12.          | "Hypnotico" (bonusspår)              | RedOne, Lady Gaga, Aliaune Thiam, Claude Kelly, Tami Chynn                                                  | Jimmy Joker, Harrell                                     | 3:35  |
| Total längd: | Total längd:                         | Total längd:                                                                                                | Total längd:                                             | 46:58 |

| 13.          | "Everybody's Girl"                                | Mike Caren, Oliver Goldstein, Gordon, Shep Crawford                                                                                     | Caren, Oligee, Harrell                 | 3:28  |
| 14.          | "Charge Me Up"                                    | RedOne, AJ Junior, BeatGeek, Teddy Sky, Jimmy Joker                                                                                     | RedOne, BeatGeek, Jimmy Joker, Harrell | 3:59  |
| 15.          | "Take Care"                                       | Stewart, Ester Dean, Makeba Riddick, Robyn Fenty, Hermansen, Eriksen, Robert Thompson, Eldra DeBarge, William DeBarge, Etterlene Jordan | Stewart, Harrell                       | 2:57  |
| 16.          | "On the Floor (Ven a Bailar)" (featuring Pitbull) | RedOne, Hamid, AJ Junior, Teddy Sky, Bilal "The Chef", Perez, G. Hermosa, U. Hermosa, Julio Reyes Copello, Jimena Romero                | RedOnem Harrell                        | 4:52  |
| Total längd: | Total längd:                                      | Total längd: | Total längd:                           | 62:14 |